# モハメド・アリ・カマラ
モハメド・アリ・カマラ（フランス語: Mohamed Ali Camara、1997年8月28日 - ）は、ギニアのサッカー選手。ギニア代表。ポジションはDF。
憧れの選手であるジェラール・ピケの名を取ってピケ（Pique）の愛称がつけられている。

## クラブ歴
2016年にオロヤACと契約。アフィアFCへの期限付き移籍を経て、2017年7月14日にハポエル・ラーナナに5年契約で完全移籍。8月19日にイスラエル・プレミアリーグ初出場。
2018年7月6日にスイス・スーパーリーグのBSCヤングボーイズに4年契約で完全移籍

## 代表歴
U-20代表としてアフリカ U-20ネイションズカップ2017、2017 FIFA U-20ワールドカップに出場。
2018年3月24日のモーリタニア代表との親善試合でA代表初出場。

## タイトル
BSCヤングボーイズ
- スーパーリーグ：3回
  - 2018-19, 2019-20, 2020-21